# Emmanuel von Canal
Joseph Emmanuel Malabaila, comte von Canal, né le 3 juin 1745 à Vienne et mort le 20 février 1826 à Prague, est un officier, philanthrope et botaniste, considéré comme un important réformateur agricole et citoyen d'honneur de Prague.

## Biographie
D'une vieille famille noble italienne (it), Emmanuel Malabayla von Canal est le fils de Ludwig Malabaila di Castellinaldo, conte di Canale, Graf von Canal (de), et de la comtesse Mária Anna Pálffy de Erdöd (petite-fille de János Pálffy). Il est l'oncle du marquis Joseph Terzi. Il épouse Maria Chotek, veuve du comte Johann Baptist Taaffe, fille de Rudolph Chotek von Chotkow (de) et petite-fille de Wenzel Norbert Octavian Graf Kinsky (de).
Canal est au service militaire royal jusqu'en 1770, avec le grade de lieutenant-colonel. En 1768, il devient chambellan royal et conseiller privé, et en 1810, un véritable conseiller privé.
S'occupant de travaux botaniques, il est président de la Böhmischen Vaterländischen Landwirtschaftsgesellschaft (Société patriotique agricole de Bohême). Il fonde l'orphelinat et l'institut des veuves à Prague, une école de botanique, et dédie le « jardin de Canal » («Kanálka») au public. Ignaz Friedrich Tausch, qui est professeur au Canalschen Garten, a catalogué ses plantes. Il est également membre de la Böhmischen ökonomisch-patriotischen Gesellschaft (Société économique et patriotique de Bohême) et en devient son président en 1793.
Canal est également membre des Illuminés de Bavière fondés en 1776 par Adam Weishaupt.

## Honneurs et hommages
Il est fait citoyen d'honneur de la ville de Prague.

## Sources
- Constantin von Wurzbach, "Canal Graf von Malabaila, Joseph Emanuel". In: Biographisches Lexikon des Kaiserthums Oesterreich. 2. Theil. Verlag der typografisch-literarisch-artistischen Anstalt (L. C. Zamarski, C. Dittmarsch & Comp.), Wien 1857, S. 247 f. (Digitalisat).
- "Canal von Malabaila Josef Emanuel Graf". In: Österreichisches Biographisches Lexikon 1815–1950 (ÖBL). Band 1, Verlag der Österreichischen Akademie der Wissenschaften, Wien 1957, S. 134.
- Roman Freiherr von Procházka, Genealogisches Handbuch erloschener böhmischer Herrenstandfamilien, Seite 53, Verlag Degener & Co, Neustadt (Aisch) 1973.